# Archidiocèse de Veszprém
L'archidiocèse de Veszprém (en latin : Veszprimiensis Archidioecesis, en hongrois : Veszprémi Főegyházmegye) est une Église particulière de l'Église catholique en Hongrie. Il est situé dans l'ouest du pays, autour de la ville de Veszprém en Transdanubie. Depuis 2019, il est dirigé par György Udvardy (it).

## territoire
L'archidiocèse comprend le comitat de Veszprém et la partie orientale de celui de Zala.
Le siège se trouve à Veszprém, où se trouve la cathédrale Saint-Michel (en).
Le territoire de 6920 km² est divisé en 179 paroisses, desservies par 128 prêtres et 15 diacres (2022).

## Histoire
Seule est connue l'année de la fondation de l'évêché de Pécs (1009), et sa lettre de fondation a également survécu, bien que sous une forme révisée ultérieurement. Toutes les autres années de fondation sont incertaines, avec des dates relatives. Il est cependant certain, d'après des sources ultérieures, que le tout premier évêché hongrois fondé par saint Étienne Ier fut celui de Veszprém, et le dernier celui de Vác, dont l'organisation définitive fut achevée sous Géza Ier (1074-1077).
La cathédrale Saint-Michel de Veszprém est la plus ancienne église épiscopale de Hongrie. En 1981, elle est honorée avec le titre de basilique mineure par le pape Jean-Paul II.
Lorsque le nouveau diocèse de Kaposvár est créé le 31 mai 1993, le diocèse de Veszprém est élevé au rang d'archidiocèse métropolitain par la bulle Hungarorum gens du pape Jean-Paul II. Dans le même temps, d'autres changements territoriaux ont conduit l'archevêché à prendre son aspect territorial actuel. 